# Youthquake

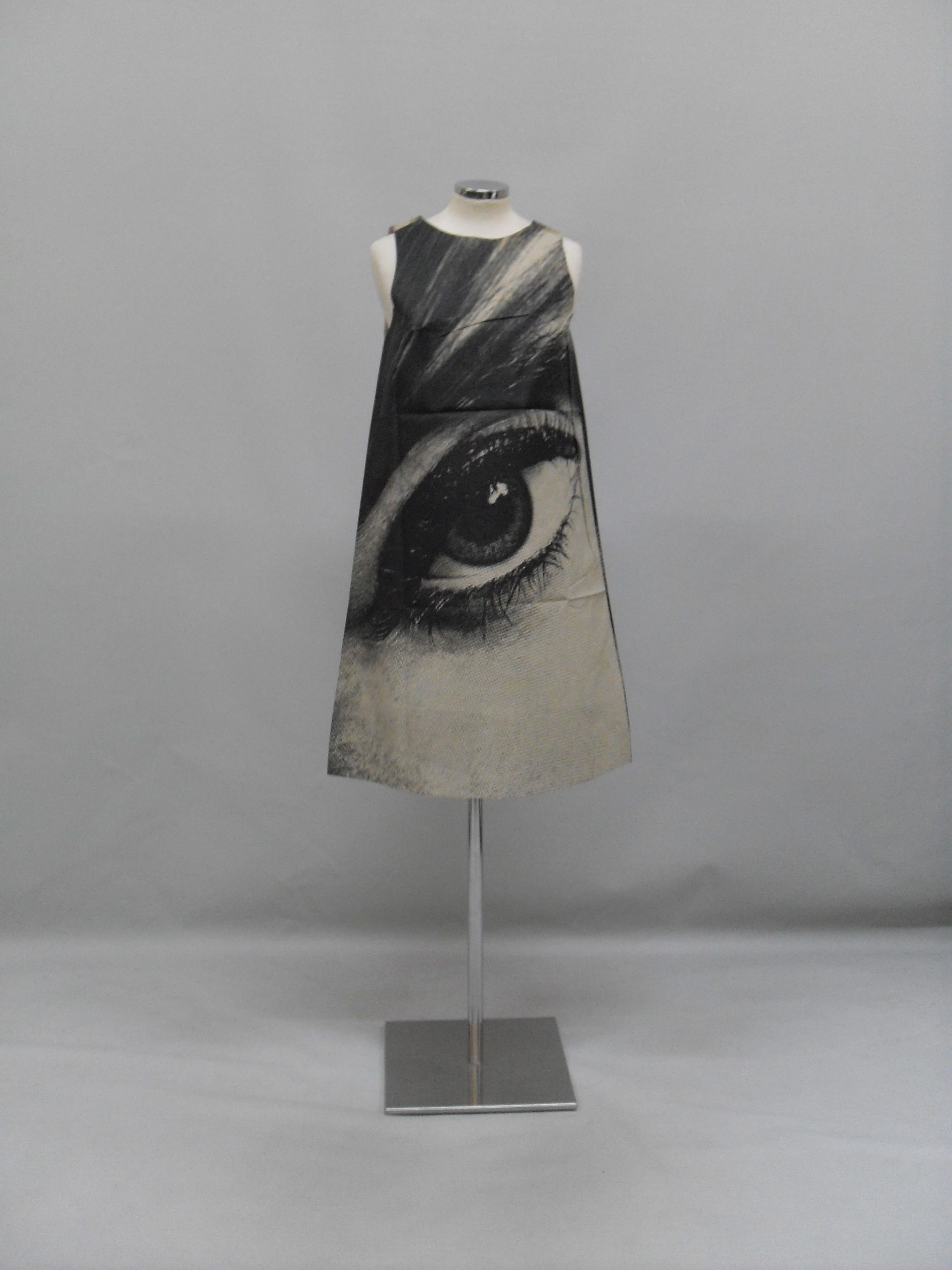
Robe de papier - style Eye Pop art - Harry Gordon (1967)

Le Youthquake était un mouvement culturel des années 1960. Le terme a été inventé par la rédactrice en chef du magazine Vogue, Diana Vreeland, en 1965. Youthquake impliquait la musique, la culture pop et changeait le paysage de l'industrie de la mode. Le mouvement se caractérise par le fait que la culture des jeunes est une source d’inspiration et qu’elle domine les maisons de couture anglaises et parisiennes.

## Haute couture

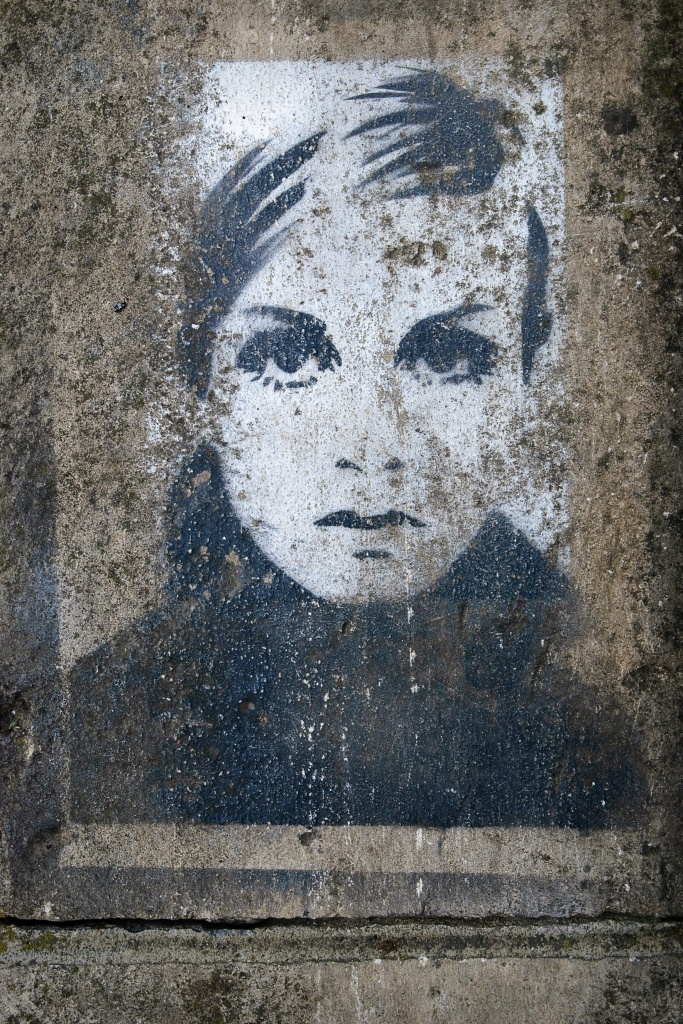
Twiggy, mannequin emblématique du Youthquake.

Des stylistes comme André Courrèges et Yves Saint Laurent ont créé au milieu des années 1960 des collections de printemps présentant des jupes avec des silhouettes graphiques audacieuses et des pantalons pour toutes les occasions. La « reconnaissance de la révolution lancée par la jeune génération » par Courrèges a redynamisé et préservé la haute couture en « injectant [ses] éléments dans la Haute Couture ». Les designers Paco Rabanne et Courrèges ont expérimenté les plastiques industriels et les fibres métalliques pour explorer la tendance de l'ère spatiale. À la fin, de nombreuses maisons de couture ont ouvert leurs propres boutiques de prêt-à-porter alors que des maisons comme Balenciaga ont ferment complètement leurs portes.

## Émergence

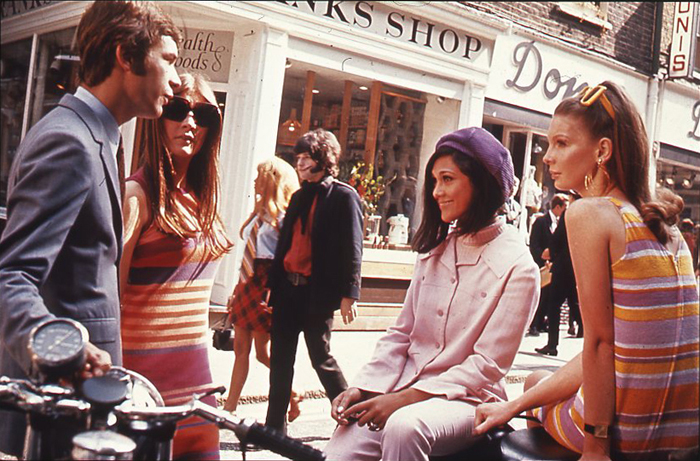
Carnaby Street, London, 1969.

Avec le formidable marché des baby boomers qui constituent la classe émergente des jeunes adultes de l'époque, cette génération a défié les normes du passé et a réussi à imposer sa façon de vivre compte tenu du nombre. L'indépendance économique, sexuelle et sociale des femmes est considérée comme un catalyseur qui a amené la majorité à rejeter la féminité idéalisée des années 1950. En Angleterre, la génération émergente s’ennuyait des créations conservatrices, « vieux-jeu », des anciens créateurs de mode. C’était une époque de la société où les adolescents étaient capables d’explorer leur propre identité et avaient la liberté de repousser leurs limites en raison de la situation postérieure à la Seconde Guerre mondiale. La boutique a vu le début de l’industrie du prêt-à-porter à Londres alors que les gens affluaient pour des vêtements à un prix inférieur à ceux de ses prédécesseurs.

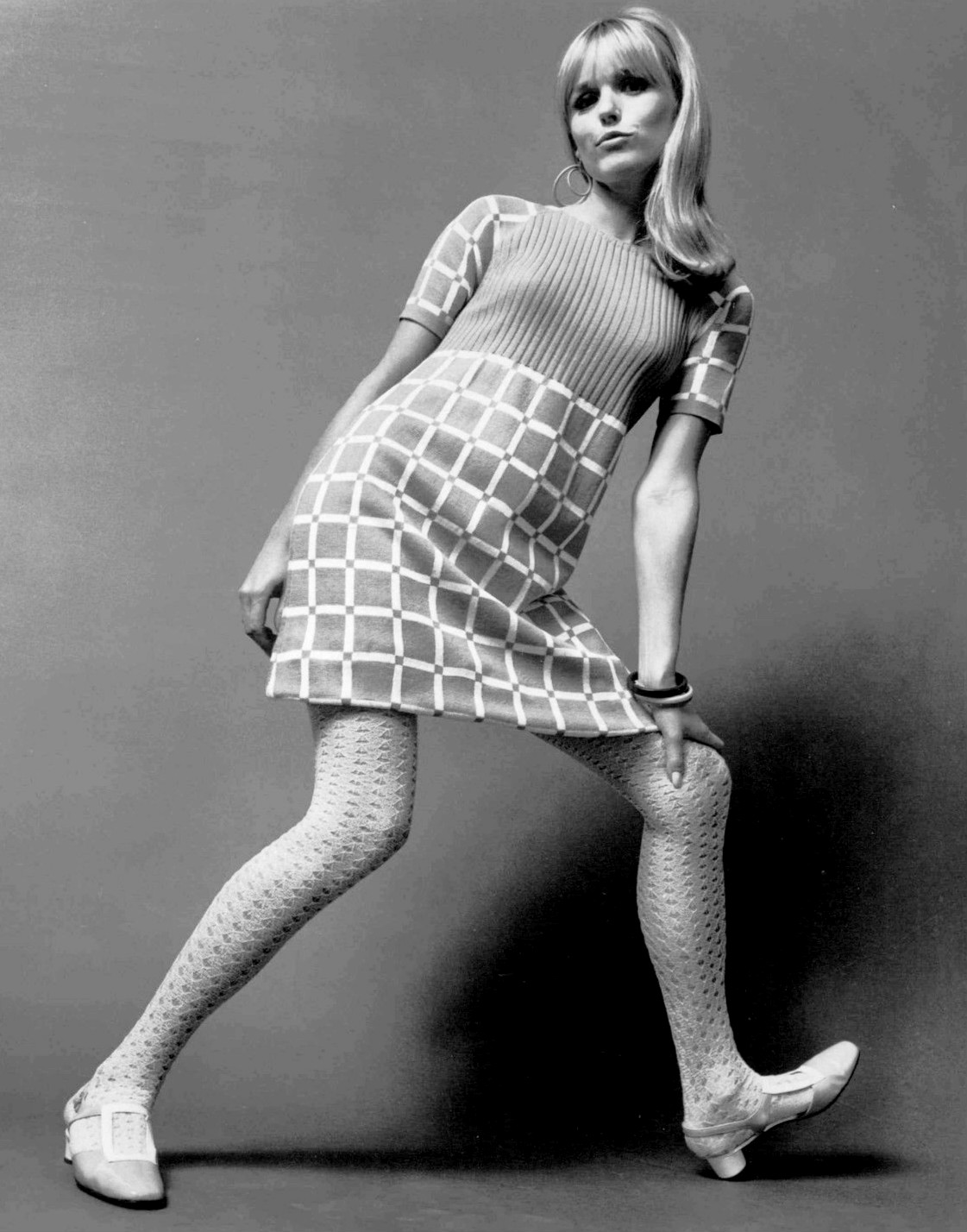
Un style jeune dans la mode, en 1967.

Mary Quant, souvent reconnue pour avoir popularisé la minijupe, est l'un des principaux promoteurs de l'essor des boutiques. Elle considère que sa principale source d'inspiration est la mode de la rue. Les boutiques Biba, Bazaar et Paraphernalia hébergeaient des talents comme Betsey Johnson et Emmanuelle Khanh ; elles utilisaient la production de masse pour remplir leurs boutiques des dernières tendances. Ces boutiques ont été les principaux acteurs à Londres et aux États-Unis, car ils ont été les premières à s'adresser spécifiquement au marché des jeunes avec une approche moderne : « les vêtements sont comme de l'art dans une galerie, les jeunes vendeuses très cool et le rock and roll résonne des haut-parleurs - des magasins qui vendaient des vêtements dans le cadre d’un style de vie délirant et amusant. » La Scott Paper Company a tiré parti de la production en série et a créé des robes-chemises jetables à partir de leur papier breveté Dura-Weave. La production de masse a donné à Scott la possibilité d'imprimer un large éventail de motifs accrocheurs et inspirés du Pop art qui ont séduit le jeune consommateur.
La mode des jeunes était amusante, vive : minijupes, combinaisons et silhouettes en A aux couleurs vives faisaient fureur. Des tendances comme les styles Mod, Space Age et Hippie sont nées de ce phénomène culturel. Les photographies de jeunes mannequins tels que Jean Shrimpton, Twiggy, Penelope Tree, Veruschka, Amanda Lear et Edie Sedgwick ont souvent fait la couverture de magazines de mode tels que Vogue,. Les icônes pop comme les Beatles et Jimi Hendrix ont également été utilisées dans la publicité pour renforcer les tendances de la mode et stimuler les ventes.

## Postérité
En décembre 2017, OxfordDictionaries.com a déclaré le terme Youthquake « idiome de l'année », notant que son utilisation a été multipliée par cinq au cours de l'année, en particulier en ce qui concerne l'engagement politique des jeunes.

### Source
- (en) Cet article est partiellement ou en totalité issu de l’article de Wikipédia en anglais intitulé « Youthquake » (voir la liste des auteurs).